# Barkbåt
För fartyg och båtar, se Barkskepp och Bark (båt).

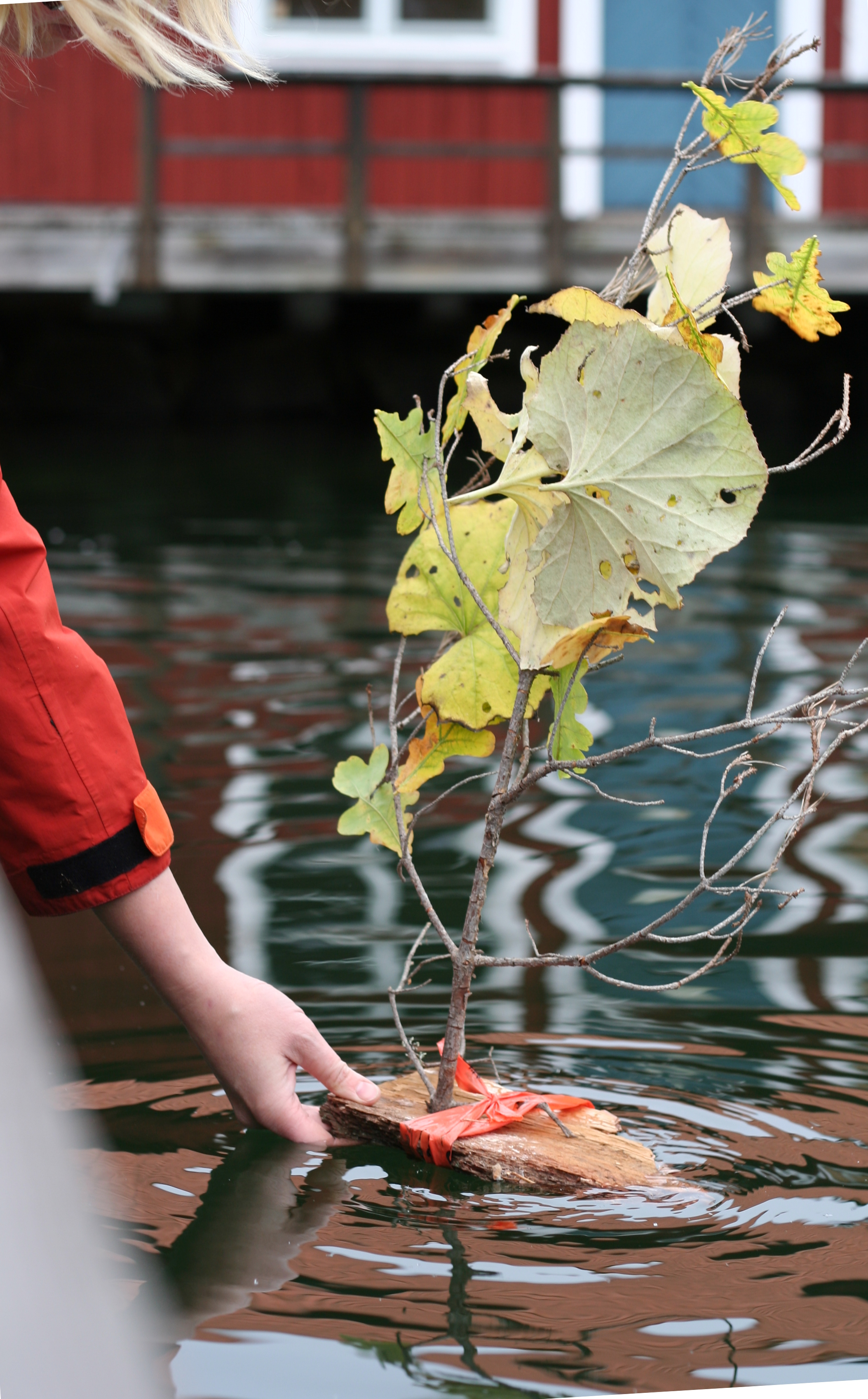
Barkbåt

Barkbåt är en leksaksbåt tillverkad av bark, ofta egenhändigt. Oftast är barkbåten en enkel konstruktion med skrov av tallbark tilltäljt efter förmåga, mast av exempelvis en pinne samt ett segel i papper, tyg eller lämpligt tillgängligt blad. Ett bestämt utseende för en barkbåt finns ej och konstruktionen kan varieras på många olika sätt. Båten används vanligen för lek i vattendrag av varierande storlek.

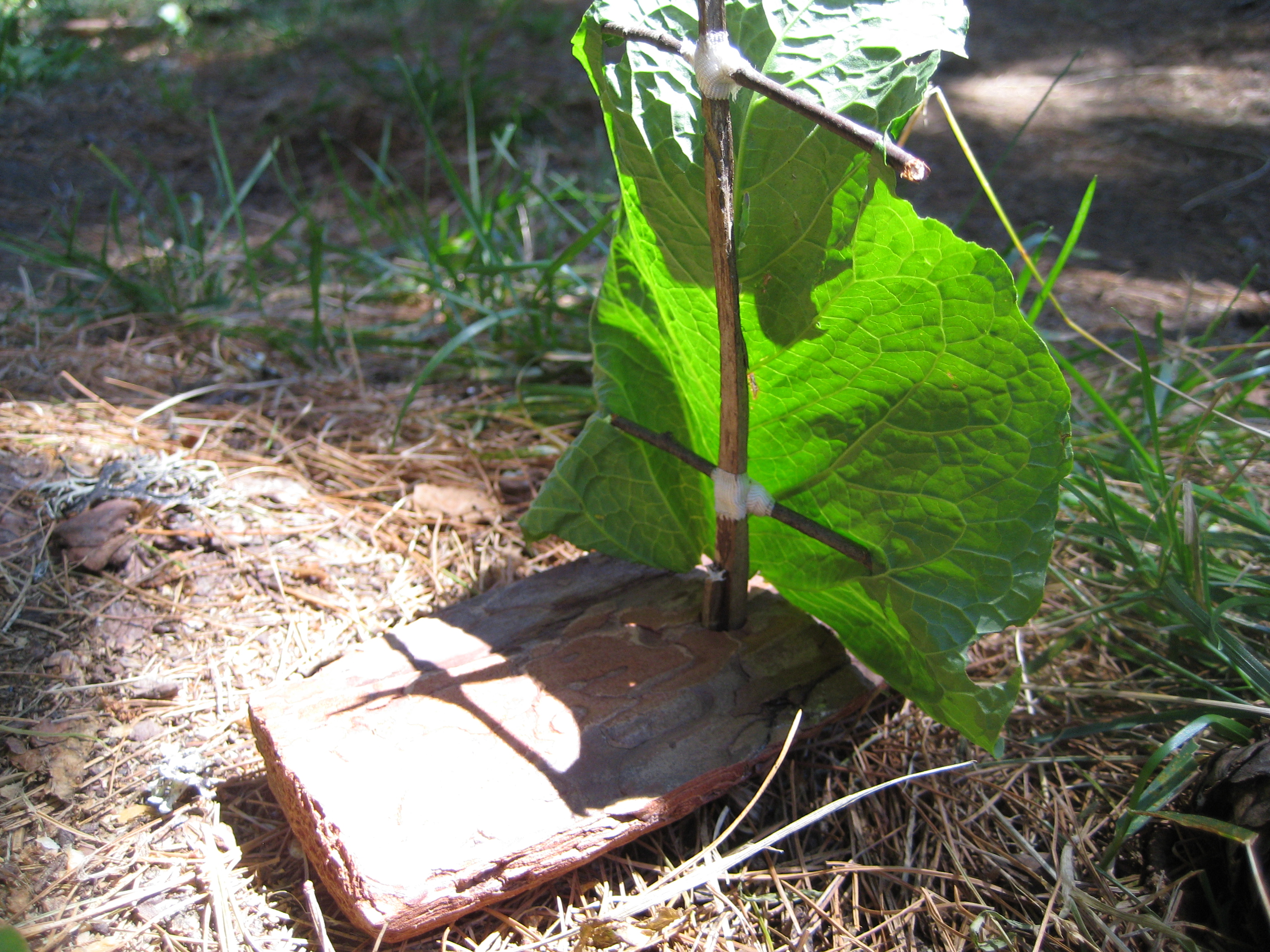
Barkbåt